# Rézkarc

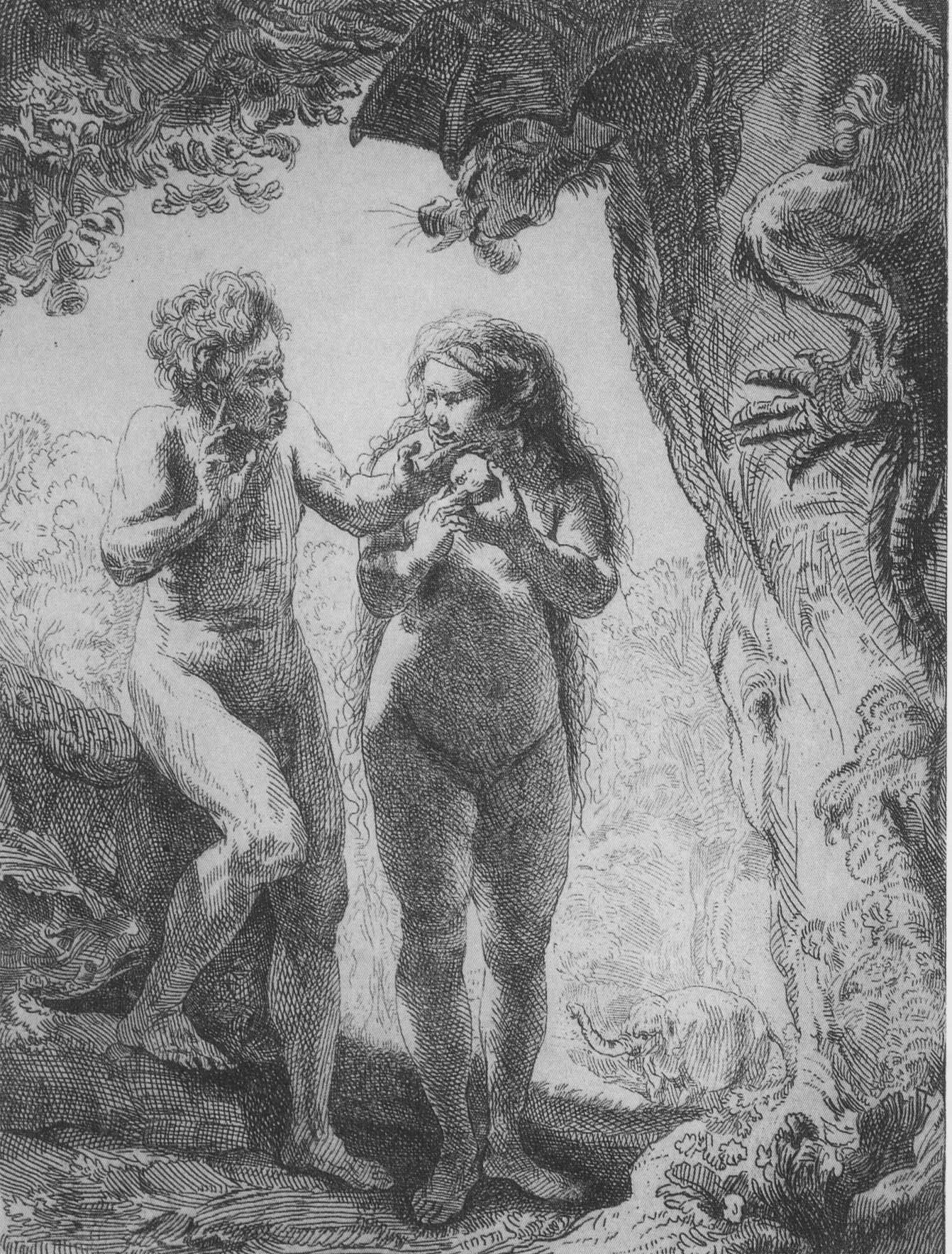
Rembrandt: Ádám és Éva, rézkarc

A rézkarc (régiesen aquafortis) hagyományos, sokszorosítható grafikák készítésére alkalmas eljárás, amikor a védőréteggel (pl. viasszal) bevont rézlemezbe tűvel karcolt grafikát a vonalak alatt védtelenné váló rézbe savval maratják bele, majd tintával nyomatokat készítenek  papírra. A rézkarc a legkifinomultabb sokszorosítható grafikai eljárás, a mélynyomásos módszerek egyike. A rézkarc hasonló a rézmetszethez, de míg a rézmetszetnél a mélyített vonalakat közvetlenül a réz kézi vésésével érik el, a rézkarcnál savak maró hatása mélyíti a kívánt vonalat. A rézkarc nagy előnye a rézmetszettel szemben, hogy a vonalak hajlékonyabbak, a tű gyorsabban és engedelmesebben követi a művész friss impresszióit, és nem kíván oly hosszú és kitartó gyakorlati tanulmányt, mint a metszés.

## Története
Nem ismert, ki használta először a maratást grafikai célra. Az bizonyosnak látszik, hogy a savval való maratást a fegyverkészítők alkalmazták először, akik a fegyvereket, páncélokat vésett mintákkal díszítették. A felületet saválló anyaggal vonták be, éles tűvel felvitték a rajzolatot és salétromsavval maratták, amit az eljárás után még vésővel cizelláltak. Az első karcok vaslemezre készültek, majd a rézlap alkalmazásával ez a technika gyorsan elnyerte a grafikus-festők rokonszenvét. Daniel Hopfer (1493–1536) Augsburgban 1505 körül készített karcokat, és Urs Graf (1485–1528) volt az első, aki rézlemezt használt (Albrecht Dürer lapját vitte át rézlemezre, melyek közül az 1513-ban készült Szent Jeromost ábrázoló az ismert legrégibb datált karc). Van művészettörténész, aki szerint az első rézkarcot egy Vaclav nevű vésnök készítette 1496-ban Olomoucban. A rézkarc egy rövid ideig még csak a rézmetszet előkészítésének egyik fázisa volt, míg eljutott addig, hogy a grafika önálló válfajaként alkalmazták. Hamarosan azonban igen népszerű és gyakran használatos technika lett. Hollandiában Rembrandt fejlesztette magas színvonalra mind technikailag, mind művészi téren. Az ő oldott, festői stílusa szabadította fel a rézkarcot a rézmetszet stílusának befolyása alól. A rézmetszettel ellentétben a rézkarc egészen máig megőrizte vonzerejét a grafikusok körében, Jean-François Millet, Édouard Manet, Pablo Picasso, Kondor Béla és mások munkássága igazolja ezt. Idővel újabb maratáson alapuló grafikai technikák is kialakultak, mint például a foltmaratás (aquatinta), a lágyalap (vernis mou), a repesztés (rezervázs) stb.

## Technikája
A rézkarc elkészítése vázlatosan a következő lépéseken keresztül valósul meg: a lemez előkészítése és alapozása, a rajz átvitele a lemezre, maratás és nyomtatás.

### A lemez előkészítése
A nyomtatólemezt méretre szabják, felületét pedig finom csiszolópapírral, majd polírozó pasztával fényesre polírozzák (gyakran nagyobb méretű, előre polírozott lapokat darabolnak). A lemez szélein gondosan kialakítják a 2…5 mm széles fazettákat (azaz a lemez széleit és adott szögben letompítják, a sarkokat lekerekítik). A lemezek vastagsága 0,8 mm-től 2 mm vastagságig terjed. A vékony lemezeken nem szoktak fazettákat kialakítani, legfeljebb lekerekítik kissé az éleket.

### A rézlemez alapozása
Az alapozó a fémlemez felületét borítja be, ellenáll a marató savnak, és megkülönböztetünk szilárd és lágy alapozókat. A rézlemez alapozására a művészek minden korban a saját receptúrájuk alapján (és az adott feladatnak megfelelően) készítették az alapozót. Ehhez szíriai aszfaltot, méhviaszt, gyantát, masztixot, burgundi szurkot, bárányfaggyút és terpentint használhatnak fel. Természetesen a kereskedelemben is lehet kapni alapozókat, ezeket kúp vagy más alakra hozva forgalmazzák.
Az alapozás előtt a rézlemezt gondosan zsírtalanítják, majd felmelegítik (villanymelegítővel vagy gázlánggal), majd az alapozóval egyenletesen kenegetik, miközben az a lemez melegétől megolvad. A rétegvastagság egyenletességét bőr- vagy gumihengerrel lehet biztosítani. Előfordul, hogy ez után korommal feketítik a felületet. A lehűlt lemez ezután akár tárolható, akár azonnal megmunkálható.

### A karc elkészítése

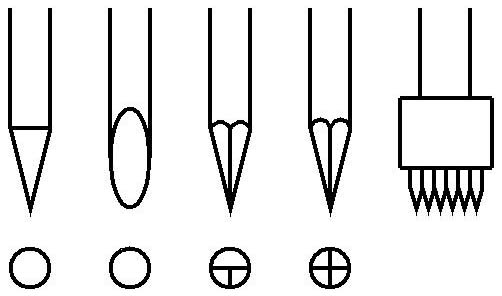
Néhány rézkarctű alak

A rézkarc rajzát különböző hegykiképzésű acéltűkkel karcolják a felületre úgy, hogy a bekarcolt vonal mentén az alapfémnek látszania kell, kivillanjon. A karctűk alakja változatos, de általában nem készítik tűhegyesre, mert az ilyen tű el-elakad a fémben, nem lehet lendületes, könnyed vonalakat rajzolni vele (a fémfelület megsértését általában kifejezetten kerülni kell). A karctűk egyik speciális alakja a vékony acéltűkből készített „ecset”, de más különleges szerszámot is használnak a művészek, például rovátkolt kerekeket, hengereket, de akár még dörzspapírt, fésűt, gyűrött papírt is alkalmazhatnak bizonyos hatások elérésére. A művészi találékonyságnak ezen a téren (sem) szab határt semmi. Rosszul sikerült vonalakat, területeket egy kis alapozó alkalmazásával lehet kijavítani. Van művész, aki az alapozóval rajzol, fest a fémlemezre.

### Maratás
A maratás megkezdése előtt a fémlemez hátlapját és oldalait, a fazettákat lakkal vonják be, hogy a savba merítéskor azok a részek ne maródjanak meg. A maratáshoz salétromsavat vagy vas-kloridot használnak, régebben ecetsavat is alkalmaztak, sósav használata nagyon ritka. A legtöményebb marószert a vörösréz lemezek igénylik, a leghígabbat a cink, a vas és az alumínium kívánja meg. A sav milyenségétől, töménységétől függően más és más hatásokat lehet elérni, de a maratás ideje is nagy befolyással van a vonal mélységére és szélességére. Maratáshoz a fémlemezt savoldatot tartalmazó előhívótálba helyezik úgy, hogy legalább 10 mm-re ellepje. Menet közben a keletkező buborékokat elsöprik (akár egy tollszállal vagy egy finom ecsettel). Vaskloridos maratáskor a keletkező iszap miatt gyorsan besötétedik az oldat, a rárakódások miatt időről időre kiveszik a lemezt és vízzel lemossák. Az elérendő hatásnak megfelelően gyakran többlépcsős maratást alkalmaznak a művészek: a vékony, halvány vonalakat tartalmazó részeket egy rövid első maratási fázis után alapozóval lefedik, majd tovább maratják, és a szabadon maradt részek tovább maródnak. Ezt többször is elvégezhetik, és a rövid pár másodpercig maratott, pókhálószerű vékony vonalak mellett a szélesen és mélyen maratott vonalak adják az erőt, a mélységet. A precíz, pontosan kiszámítható eredmény elérése érdekében a művész – jó előre – maratási skálákat készít.

### Nyomtatás
A nyomtatás előtt a lemez felületeiről oldószerrel eltávolítják a fedőréteget, ügyelve, hogy a felület ne sérüljön, majd a valódi nyomtatás előtt még a lemez befestékezése előtt próbanyomtatást végeznek, a helyes nyomás beállítására. Ezután az enyhén melegített fémlemez felületére gumilappal vagy bőrtamponnal felviszik a festéket (a melegítés következtében a festék jól kitölti a vékony vonalakat is), majd a felesleges festéket finom szövettel vagy gézzel (vagy csupasz tenyérrel) törlik le a felületről, alapesetben teljesen fényesre, csak a barázdákban marad meg a festék (van eset, amikor a művész a lemez felületen, vagy annak kis részén hagy bizonyos festékfátyolt).
A nyomólemezt (klisé, dúc) felhelyezik az acélhengeres nyomógép kartonjára, ráhelyezik a megnedvesített rézkarcpapírt és a filcet, majd az előre beállított nyomással átengedik rajta a csomagot. A nyomatot óvatosan leemelik a lemezről és felakasztják száradni (préselve nem szokták, mert akkor a rézkarcra jellemző reliefes hatás, azaz a vonalak kiemelkedése a papír síkjából eltűnne).
Rézkarccal többszínű nyomatot is lehet készíteni, de ehhez annyi klisét készítenek, ahány színt akarnak alkalmazni, és annyi nyomtatási műveletet is végeznek egyetlen lapon. Előfordul olyan eset is, amikor a művész egyszerre visz fel több, különböző színű festéket a lemezre, ilyenkor egy menetben végzik a nyomtatást (például Gross Arnold rézkarcain találkozni ilyen megoldással).

### Újranyomások
Egy rézlemezről több alkalommal készíthető nyomat.